# Anthony Bonner
Anthony Bonner (St. Louis, Misuri; 8 de junio de 1968) es un exjugador de baloncesto estadounidense que jugó 6 temporadas en la NBA, además de hacerlo en la CBA y en otros 7 países diferentes, principalmente en la liga ACB, donde militó en tres equipos diferentes. Con 2,03 metros de altura, lo hacía en la posición de alero.

## Trayectoria deportiva

### Universidad
Jugó durante cuatro temporadas con los Billikens de la Universidad de San Luis, donde promedió 14,8 puntos y 10,7 rebotes por partido. Tiene cinco récords históricos de su universidad, incluidos los de anotación y rebotes. Es también el jugador que más puntos ha anotado en un partido de los Billikens, con 45 ante Loyola. Fue el máximo reboteador de la NCAA en 1990, promediando 13,8 por partido.

### Profesional
Fue elegido en la vigésimo tercera posición del Draft de la NBA de 1990 por Sacramento Kings, donde jugó tres temporadas como suplente de Lionel Simmons. La más destacada fue la temporada 1991-92, en la que promedió 9,4 puntos y 6,1 rebotes por partido. Tras ser cortado por los Kings, en 1993 ficha como agente libre con New York Knicks, donde juega dos temporadas a las órdenes de Pat Riley, alcanzando en 1994 las Finales de la NBA donde cayeron en el séptimo y definitivo partido ante Houston Rockets. Bonner colaboró esa temporada con 5,1 puntos y 4,7 rebotes por encuentro.
Tras verse sin equipo, comenzó en ese momento su particular gira mundial, que le llevaría a jugar durante los diez siguientes años en 15 equipos de 7 países diferentes. Comenzó su aventura en el Buckler Bologna de la liga italiana, donde llegó para sustituir temporalmente al lesionado Orlando Woolridge, donde jugó 12 partidos en los que promedió 16,7 puntos y 2,7 asistencias por partido. Fue repescado al final de la temporada por los Orlando Magic, pero solo jugó 4 partidos antes de regresar a Europa, jugando una temporada en el PAOK Salónica griego, y al año siguiente en el Galatasaray turco.
En el verano de 1998 cruza de nuevo el charco para jugar en el Brujos de Guayama de la liga de Puerto Rico, antes de fichar por el Tau Cerámica Baskonia, donde promedió 12,4 puntos y 8,1 rebotes, ganando la Copa del Rey. Al año siguiente ficha por el Breogán Universidade, aprovechando el verano para volver a jugar a la liga portorriqueña. En 2001 se va a jugar al UNICS Kazán de la Superliga Rusa, regresando a España 7 partidos después para fichar por el Fórum Filatélico Valladolid, su último equipo en las ligas europeas. Allí promedia 11,8 puntos y 6,7 rebotes en su única temporada en el equipo.
En 2003 regresa a Puerto Rico, donde acabará su carrera deportiva, con dos breves incursiones en los Great Lakes Storm de la CBA y en el Peñarol Mar del Plata argentino.

## Estadísticas de su carrera en la NBA

### Temporada regular
| Temporada | Edad | Equipo           | Liga | P   | TIT | MIN  | TC  | TCA | %TC  | 3P  | 3PA | %3P  | TL  | TLA | %TL  | R.OF. | R.DEF. | REB | ASIS | ROB | TAP | PER | FP  | PTS |
| 1990-91   | 22   | Sacramento Kings | NBA  | 34  | 6   | 22.1 | 3.0 | 6.8 | .448 | 0.0 | 0.0 |      | 1.3 | 2.2 | .579 | 1.7   | 3.0    | 4.7 | 1.4  | 1.1 | 0.1 | 1.2 | 1.8 | 7.4 |
| 1991-92   | 23   | Sacramento Kings | NBA  | 79  | 18  | 28.9 | 3.7 | 8.3 | .447 | 0.0 | 0.1 | .250 | 1.9 | 3.1 | .627 | 2.4   | 3.7    | 6.1 | 1.6  | 1.2 | 0.3 | 1.7 | 2.5 | 9.4 |
| 1992-93   | 24   | Sacramento Kings | NBA  | 70  | 35  | 25.2 | 3.3 | 7.1 | .459 | 0.0 | 0.1 | .000 | 2.0 | 3.4 | .593 | 2.7   | 3.8    | 6.5 | 1.4  | 1.2 | 0.2 | 1.5 | 2.6 | 8.6 |
| 1993-94   | 25   | N. York          | NBA  | 73  | 38  | 19.2 | 2.2 | 3.9 | .563 | 0.0 | 0.0 |      | 0.7 | 1.4 | .476 | 2.1   | 2.7    | 4.7 | 1.2  | 1.0 | 0.2 | 1.2 | 2.4 | 5.1 |
| 1994-95   | 26   | New York Knicks  | NBA  | 58  | 23  | 19.4 | 1.5 | 3.3 | .456 | 0.0 | 0.1 | .200 | 0.8 | 1.2 | .657 | 1.9   | 2.6    | 4.5 | 1.4  | 0.8 | 0.4 | 1.4 | 2.7 | 3.8 |
| 1995-96   | 27   | Orlando Magic    | NBA  | 4   | 0   | 10.8 | 1.3 | 3.8 | .333 | 0.0 | 0.0 |      | 0.8 | 1.8 | .429 | 1.5   | 3.3    | 4.8 | 1.0  | 0.8 | 0.0 | 0.8 | 2.8 | 3.3 |
| Total     |      |                  | NBA  | 318 | 120 | 23.2 | 2.8 | 5.9 | .468 | 0.0 | 0.1 | .125 | 1.4 | 2.3 | .590 | 2.2   | 3.2    | 5.4 | 1.4  | 1.1 | 0.3 | 1.4 | 2.5 | 6.9 |

### Playoffs
| Temporada | Edad | Equipo          | Liga | P  | MIN | TCA | TC | 3PA | 3P | TLA | TL | R.OF. | REB | ASIS | ROB | TAP | PER | FP | PTS | %TC  | %3P  | %FT  | MIN | PTS | REB | AST |
| 1993-94   | 25   | New York Knicks | NBA  | 13 | 118 | 10  | 22 | 0   | 0  | 7   | 13 | 15    | 28  | 2    | 5   | 0   | 13  | 22 | 27  | .455 |      | .538 | 9.1 | 2.1 | 2.2 | 0.2 |
| 1994-95   | 26   | New York Knicks | NBA  | 6  | 38  | 6   | 11 | 0   | 1  | 3   | 6  | 4     | 8   | 2    | 1   | 1   | 3   | 6  | 15  | .545 | .000 | .500 | 6.3 | 2.5 | 1.3 | 0.3 |
| 1995-96   | 27   | Orlando Magic   | NBA  | 4  | 16  | 1   | 3  | 0   | 0  | 1   | 2  | 2     | 2   | 1    | 0   | 0   | 0   | 3  | 3   | .333 |      | .500 | 4.0 | 0.8 | 0.5 | 0.3 |
| Total     |      |                 | NBA  | 23 | 172 | 17  | 36 | 0   | 1  | 11  | 21 | 21    | 38  | 5    | 6   | 1   | 16  | 31 | 45  | .472 | .000 | .524 | 7.5 | 2.0 | 1.7 | 0.2 |